# شی کولی
شی کولی (به انگلیسی: Shea Couleé) (زاده ۸ فوریهٔ ۱۹۸۹) زن‌پوش، خواننده، رقصنده آمریکایی است.